# 薩瓦尼利亞區 (聖何塞省)
薩瓦尼利亞區（西班牙語：Sabanilla），是哥斯達黎加的一個區，位於該國中部聖何塞省，面積1.79平方公里，海拔高度1,291米，2011年人口10,775，人口密度每平方公里6,019.55人。